# ریش‌مرغ تاج‌سرخ
ریش‌مرغ تاج‌سرخ (نام علمی: Capito aurovirens) نام یک گونه از تیره ریش‌مرغان آمریکایی است. این پرنده در برزیل، کلمبیا، اکوادور، و پرو حضور دارد. زیستگاهش مناطق نیمه‌گرمسیری و گرمسیری و نواحی پست، جنگل‌ها و باتلاق‌ها است. ریش‌مرغ گندمی در غرب تا مرکز حوضه رود آمازون و رود مارانیون زیست می‌کند.